# Pseudocercospora viticicola
Pseudocercospora viticicola är en svampart som först beskrevs av J.M. Yen & Lim, och fick sitt nu gällande namn av J.M. Yen 1980. Pseudocercospora viticicola ingår i släktet Pseudocercospora och familjen Mycosphaerellaceae.   Inga underarter finns listade i Catalogue of Life.